# Bohdalov
Bohdalov (deutsch Bochdalau, auch Bochdalow, Buchdalow) ist eine Minderstadt in Tschechien. Sie liegt elf Kilometer östlich von Polná und gehört zum Okres Žďár nad Sázavou.

## Geographie
Bohdalov befindet sich am Rande der Arnolecké hory, einem Teil der Böhmisch-Mährischen Höhe, in der Talmulde des Bohdalovský potok. Der Ort ist das Zentrum des Naturparkes Bohdalovsko und wird von zahlreichen Teichen umgeben, von denen der Záhumenní rybník, Hornomlýnský rybník, Dolnomlýnský rybník, Vázebný rybník und Bohdalovský rybník die größten sind. Südöstlich erheben sich der V Kopečku (663 m) und die Hudcova skála (663 m), südwestlich der Křivá (661 m) und Sádek (698 m) sowie im Westen der Blažkov (693 m). Der mährische Ort liegt nahe der historischen Landesgrenze zu Böhmen, die etwa vier Kilometer nordwestlich verlief.
Nachbarorte sind Újezd und Nové Veselí im Norden, Březí nad Oslavou und Kotlasy im Nordosten, Pokojov und Znětínek im Osten, Starý Telečkov im Südosten, Kyjov und Chroustov im Süden, Stáj im Südwesten, Rudolec im Westen sowie Sirákov im Nordwesten.

## Geschichte
Die erste schriftliche Erwähnung von Bochdalau erfolgte 1349 als Teil der den Herren von Ronow gehörigen Burgherrschaft Ossow. Letzter Besitzer aus diesem Geschlecht war Wenzel Sturm von Ronow und Mitrow, ihm folgten ab 1448 Johann von Pernstein. Die Pernsteiner förderten das Städtchen, in dem u. a. eine Brauerei und eine Weinbrennerei entstand. 1551 kaufte Václav Chroustenský von Malovar und Chroustenice die Güter von den Brüdern Jaroslav, Vratislav und Adalbert/Vojtěch von Pernstein. Die Bürger von Bochdalau erhielten 1585 das Braurecht verliehen. Nachdem Jan Rafael Chroustenský zum Ende des 16. Jahrhunderts seinen Sitz nach Černá verlegte, verlor Bohdalov seine Bedeutung. Nach der Schlacht am Weißen Berg wurden dessen Güter konfisziert und 1623 an Rambold XIII. von Collalto verkauft. Die Grafen Collalto San Salvatore unterwarfen Bohdalov der Fronpflicht gegenüber der Herrschaft Cerna und erkannten die städtischen Privilegien nicht an.
Nach der Ablösung der Patrimonialherrschaften bildete Bohdalov ab 1850 eine Gemeinde in der Bezirkshauptmannschaft Neustadtl. In den nachfolgenden Jahren erreichte Bohdalov die Wiederanerkennung der alten städtischen Rechte. Die zweite Hälfte des 19. Jahrhunderts brachte dem Städtchen einen industriellen Aufschwung. Der Fabrikant Johann Nepomuk Heimrich ließ die obere Mühle und Brettsäge zu einer großen Fabrik ausbauen. Heimrich engagierte sich auch zum Gemeinwohle und initiierte 1874 die Gründung der Freiwilligen Feuerwehr. Nach dem Zweiten Weltkrieg wurden die Grafen Collalto enteignet. 1948 verlor Bohdalov seinen Status als Městys. Im Jahre 1949 erfolgte die Zuordnung zum Okres Žďár nad Sázavou. 1961 wurde Chroustov und 1976 noch Pokojov und Rudolec eingemeindet. Seit dem 12. April 2007 ist Bohdalov wieder ein Městys.

## Gemeindegliederung
Der Městys Bohdalov besteht aus den Ortsteilen Bohdalov (Bochdalau) und Chroustov (Chroustow), die zugleich auch Katastralbezirke bilden.

## Sehenswürdigkeiten
- Reste der Feste Bohdalov, auch Pelfrýd bzw. Belfríd (Berchfrit, Belfried) genannt, auf einer Halbinsel im Teich Bohdalovský rybník, südlich des Ortes. Sie wurde in der 2. Hälfte des 14. Jahrhunderts für Smil von Ronow errichtet
- Barocke Kirche des hl. Laurentius, das in der 2. Hälfte des 13. Jahrhunderts erbaute Gotteshaus erhielt seine heutige Gestalt beim Umbau von 1736 bis 1759.

## Söhne und Töchter der Stadt
- Johann Nepomuk Heimrich (1853–1933), Unternehmer, Mitglied des mährischen Landtages und des österreichischen Reichsrates
- Bohumil Křesťan d. Ä., tschechischer Autorennfahrer, 1975 Landesmeister der Tschechoslowakei im Autocross
- Bohumil Křesťan d. J., tschechischer Autorennfahrer, Europameister im Autocross 1987